# Smetana (cratère)
Pour les articles homonymes, voir Smetana.
Smetana est un cratère d'impact à la surface de Mercure. 

## Présentation
Smetana est situé dans le quadrangle de Discovery (quadrangle H-11) de Mercure. Son diamètre est de 191,37 km. 
Le cratère fut ainsi nommé par l'Union astronomique internationale en 1985 en hommage au compositeur tchèque Bedřich Smetana. 